# Albino Pierro
Albino Pierro (19 novembre 1916, Tursi - 23 mars 1995, Rome), est un écrivain et poète italien, écrivant en lucanien.
Il n’a vécu en Lucanie que pendant ses années d’enfance, mais ne cessait d’y revenir et d’être inspiré par le dialecte (ou plutôt la langue archaïque, en partie fixée par lui-même) de sa terre natale, qu’il avait choisi(e) et illustré(e) « comme on entre en religion », selon la critique Gina Labriola.
Traduite dans de nombreuses langues, dont le suédois, et en français notamment par Madeleine Santschi (elle-même écrivain et essayiste), son œuvre était souvent mentionnée, dans les années 1980, parmi les rumeurs de « nobélisation ».[réf. nécessaire]